# Espelho dicroico

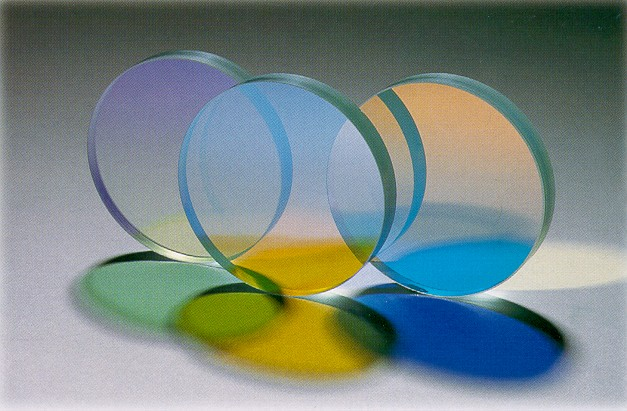
Filtros dicróicos

Espelho dicroico é um filtro de cores, usado para selecionar a luz que passa em uma pequena faixa de cores e refletir a luz de uma cor determinada.
Os espelhos dicroicos refletem a luz visível enquanto permitem a passagem de luz infravermelha (que irradia calor), resultando em um feixe refletido mais frio. Muitas lâmpadas halogêneas de quartzo tem um espelho dicroico integrado para esse propósito, sendo usadas, geralmente, em projetores de slides. 
Com essa característica, por exemplo, seu uso permite filtrar a fonte de luz a ser registrada em fotograma na maior quantidade de luz visível, diminuindo a incidência de radiação térmica sobre a película.

## Princípio de funcionamento
Espelhos dicroicos usam o princípio da interferência de uma película fina que também é o responsável por produzir cores em manchas de óleo na água.
No espelho dicroico tal fenômeno é produzido por camadas alternadas de películas com diferentes índices de refração. A interface entre diferentes camadas produz reflexões em fase, selecionando e reforçando certos comprimentos de onda e interferindo com outros. As camadas são geralmente depositadas por deposição à vácuo. Pelo controle da espessura e número de camadas é possível o ajuste da faixa de cores refletida.

## Aplicações
Em microscópios de fluorecência, espelhos dicroicos são usados como divisores de feixes para direcionar a luminosidade de uma frequência de excitação para a amostra.

Espelhos dicroicos de um microscópio de fluorescência

Alguns projetores LCD usam espelhos dicroicos  para dividir a luz branca em três cores.

## Vantagens
- Facilidade, na fabricação, de escolha e ajuste da faixa de comprimentos de onda refletida.

- Por causa de que a luz na faixa de rejeição seja refletida, ao invés de absorvida, há muito menos aquecimento da lente do que em outros filtros convencionais.

- Vida útil muito maior que a de outros tipos de filtros.

- O espelho não deforma-se facilmente por aquecimento, exceto se for exposto a temperaturas extremamente altas.

## Desvantagens
- Alto custo inicial.

- Espelhos dicroicos de vidro são mais frágeis do que filtros convencionais de plástico.

- Podem refletir a luz de volta para dentro de um sistema óptico.

- Faixas de passagem de luz dependem do ângulo de incidência.